# NGC 1356
NGC 1356 هو اصطدام مجري، يقع في كوكبة الساعة (كوكبة). اكتشف في 23 ديسمبر 1837 . وقد اكتشفه جون هيرشل .

## روابط خارجية
- NGC 1356 على موقع ويكي سكاي: DSS2, SDSS, GALEX, IRAS, Hydrogen α, X-Ray, Astrophoto, Sky Map, Articles and images